# L'alba di un vecchio giorno
L'alba di un vecchio giorno (Another Harvest Moon) è un film del 2010 diretto da Greg Swartz.
È un film drammatico statunitense con protagonisti Ernest Borgnine, Piper Laurie e Anne Meara incentrato sulle problematiche esistenziali di un gruppo di anziani in una casa di riposo.

## Produzione
Il film, diretto da Greg Swartz su una sceneggiatura di Jeremy T. Black, fu prodotto da Robert Black, Trevor Jones, Chad Taylor e Jason Weiss per la Aurora Films and Music, la Keystone Media Productions e la SMD Entertainment Productions e girato nell'Harrisburg State Hospital di Harrisburg e nella contea di Lancaster, in Pennsylvania dal 10 giugno al 10 luglio 2008.

## Distribuzione
Il film fu distribuito negli Stati Uniti dal 6 ottobre 2010. È stato distribuito anche in Italia con il titolo L'alba di un vecchio giorno.